# Tim Whelan
Timothy Francis Whelan, detto Tim (Cannelton, 2 novembre 1893 – Beverly Hills, 12 agosto 1957), è stato un regista, sceneggiatore e produttore cinematografico statunitense.
Dal 1932 fino al momento della morte fu sposato con l'attrice Miriam Seegar.

## Filmografia parziale

### Regista
- Ultime notizie (The Murder Man) (1935)
- L'avventura di Lady X (The Divorce of Lady X) (1938)
- Marciapiedi della metropoli (Sidewalks of London) (1938)
- Ali che non tornano (Q Planes) (1939)
- Il ladro di Bagdad (The Thief of Bagdad) (1940)
- Musica segreta (International Lady) (1941)
- Letti gemelli (Twin Beds) (1942)
- Incubo (Nightmare) (1942)
- Il denaro non è tutto (Higher and Higher) (1943)
- Swing Fever (1943)
- Hotel Mocambo (Step Lively) (1944)
- La terra dei senza legge (Badman's Territory) (1946)
- L'agente speciale Pinkerton (Rage at Dawn) (1955)
- I dominatori di Fort Ralston (Texas Lady) (1955)

### Sceneggiatore
- Tutte e nessuna (Girl Shy), regia di Fred C. Newmeyer e Sam Taylor - soggetto (1924)
- The Crooked Circle, regia di H. Bruce Humberstone - dialoghi addizionali (1932)

### Produttore
- Higher and Higher, regia di Tim Whelan (1943)